# Hebe breviracemosa
Hebe breviracemosa é uma espécie de planta do gênero Hebe, natural da Ilha Raoul, Ilhas Kermadec na Nova Zelândia.

## História
Muito rara, esta espécie já foi considerada extinta, eliminada por cabras. De 1983 até 1997 uma unica planta era conhecida no meio natural. No entanto, fora descoberto cerca de cinquenta plantas. Sementes e mudas estão sendo plantadas pela ilha Raoul, mas a espécie continua muito ameaçada.